# Invisible
Invisible – drugi międzynarodowy album Edyty Górniak, wydany 31 marca 2003 roku nakładem wytwórni muzycznych EMI oraz Virgin Records. Producentem płyty był zespół producencko-kompozytorski Absolute, pracujący wcześniej m.in. ze Spice Girls i Tiną Turner. Napisali oni większość materiału na płytę, ale premierowe utwory podarowali też kolejni twórcy światowych hitów: Steve Kipner (m.in. „Genie In A Bottle” Christiny Aguilery) i John Reid (m.in. „When The Heartache Is Over” Tiny Turner). Album wydano w 23 krajach, między innymi w Niemczech, Finlandii oraz Japonii. 
Album stanowił międzynarodową wersję płyty Perła. Pierwszym singlem promującym album został utwór „Impossible”.

## Lista utworów
Opracowano na podstawie materiału źródłowego.
1. Impossible – 4:18
Muzyka/Słowa – Tracey Ackerman, Andy Watkins, Paul Wilson
2. Sit Down – 3:33
Muzyka/Słowa – Tracey Ackerman, Andy Watkins, Paul Wilson
3. Invisible – 5:18
Muzyka/Słowa – Tracey Ackerman, Andy Watkins, Paul Wilson
4. How Do You Know – 4:14
Muzyka/Słowa – Tracey Ackerman, Andy Watkins, Paul Wilson
5. The Story So Far – 4:26
Muzyka/Słowa – Tracey Ackerman, Andy Watkins, Paul Wilson
6. The Day Before the Rain – 4:34
Muzyka/Słowa – Tracey Ackerman, Andy Watkins, Paul Wilson
7. Cross My Heart – 3:38
Muzyka/Słowa – Tracey Ackerman, Andy Watkins, Paul Wilson
8. Make It Happen – 4:09
Muzyka/Słowa – Tracey Ackerman, Andy Watkins, Paul Wilson
9. Hold on Your Heart – 4:42
Muzyka/Słowa – Angela Lupino, Simon Franglen
10. If You Could – 4:16
Muzyka/Słowa – Tracey Ackerman, Andy Watkins, Paul Wilson
11. As If – 3:25
Muzyka/Słowa – Guy Roche
12. Can't Say No – 3:45
Muzyka/Słowa – Andrew Frampton, David Frank, Steve Kipner
13. Whatever It Takes – 3:47
Muzyka/Słowa – John Robinson Reid, Simon Franglen
14. The Story So Far (Uptempo Mix) – 4:14
Muzyka/Słowa – Tracey Ackerman, Andy Watkins, Paul Wilson
15. Sleep With Me – 3:19
Muzyka/Słowa – Billy Steinberg, Marie-Claire D'Ubaldo, Rick Nowels